# Vicenç Caldés i Arús
Vicenç Caldés i Arús   (Sant Cugat del Vallès, 1886 - Barcelona, 1969) va ser un destacat escriptor i traductor català, conegut per la seva contribució a la literatura i la cultura de Catalunya. Dirigí la revista “Enllà” de Molins de Rei i col·laborà amb el pseudònim Puck a les revistes “Teatràlia” i "El Teatre Català".
Nascut el 1886, Vicenç Caldés va dedicar gran part de la seva vida a la traducció d'obres literàries d'altres llengües al català, facilitant l'accés a una gran varietat de textos estrangers per al públic català. Entre les seves traduccions més notables es troben obres de clàssics de la literatura universal, cosa que va ajudar a enriquir el panorama literari català i a posar-lo en contacte amb les tendències internacionals.
A més de la seva feina com a traductor, Vicenç Caldés va ser també un escriptor prolífic, produint una sèrie d'obres originals que van abastar diversos gèneres. La seva producció literària inclou novel·les, contes i articles periodístics, tots ells caracteritzats per una important comprensió de la realitat social i cultural del seu temps.
Vicenç Caldés va ser una figura rellevant en la literatura catalana del segle xx, tant pel seu treball com a traductor com pel seu propi llegat literari. La seva obra va contribuir a la revitalització i la modernització de la literatura catalana, fent-la més accessible i enriquida per la influència de les tradicions literàries d'altres països.

## Obra publicada[2][3]
- 1907: Goig infinit
- 1908: Una boira. Pas de comèdia
- 1910: Quan les arrels han mort. Drama en tres actes i prosa
- 1918: Deslliurança
- 1919: Un aventura

## Fons personal
Des de l’any 1995, la Universitat Autònoma de Barcelona, gràcies a les gestions del Departament de Filologia Catalana, conserva els fons documentals de Pere Calders. A través d’aquest fons, també es va incorporar el fons de Vicenç Caldés.
El fons està format per part de la seva documentació personal i professional, correspondència (destaquen les cartes intercanviades amb el seu fill), obra de creació pròpia, així com una selecció de les seva biblioteca i hemeroteca.